# Hellhammer
A Hellhammer egy svájci zenekar volt, mely 1982 és 1984 között működött, nagy befolyást téve a kialakulófélben lévő black és death metalra. 1984-es feloszlásuk után Thomas Gabriel Fischer és Martin Eric Ain megalapította a Celtic Frost zenekart.

## Pályafutás
A zenekart 1982-ben hozta létre Tom Gabriel Fischer énekes/gitáros és Steve Warrior basszusgitáros Hammerhead néven. Az indulásukkor olyan zenekarok hatására kezdtek zenélni, mint a Black Sabbath, a Venom, a Raven, és a Motörhead. Pete Stratton dobos távozása után felvették a Triumph of Death demot, melyet beküldtek olyan heavy metal magazinoknak is, mint az angol Metal Forces, melyben jó kritikák jelentek meg a kiadványról. Ezt követően a zenekarra felfigyelt a Noise Records kiadó.
A Satanic Rites demo után Steve Warrior kilépett, helyére Martin Eric Ain érkezett. Az ő csatlakozásával radikális változás köszöntött be a zene és a dalszövegek terén. 1984. május 31-én feloszlatták magukat, június 1-jétől pedig Celtic Frost néven folytatta tovább Martin Eric Ain és Tom Gabriel Fischer.
A Noise Records 1990-ben kiadta a korábbi felvételeiket tartalmazó Apocalyptic Raids 1990 A.D. EP-t, mely az 1984-es verzióhoz képest bónuszokat is tartalmazott.
2008 februárjában Demon Entrails címmel, újra megjelentek a korai demok, feljavított hangzással, dupla CD és tripla bakelit formátumban.
Ezen kívül Tom Gabriel Fischer kiadott egy könyvet, mely a Hellhammer és a korai Celtic Frost történetét dokumentálja 1981-től 1985-ig.

## Kritikák
A Hellhammer demok gyenge megszólalásuk, és a tagok primitív hangszerkezelése révén negatív kritikákat kaptak, az olyan nevesebb metal magazinokban, mint a Kerrang! és a Metal Forces. Gyakran megkapták a "világ legrosszabb zenekara" címkét. Az 1984-es Apocalyptic Raids EP megjelenése után a Hellhammert a kor legextrémebb zenéjeként könyvelték el. A korai Venom mellett a Hellhammer demok voltak legnagyobb hatással a kialakulófélben lévő black és death metal stílusokra. Messzemenő hatásukat mutatja, hogy rájuk hivatkoztak olyan zenekarok is, mint a Sepultura, a Napalm Death, akik feldolgozták a Messiah című dalukat.

## Diszkográfia

### Demok
| Év   | Cím              |
| 1983 | Death Fiend      |
| 1983 | Triumph of Death |
| 1983 | Satanic Rites    |

### Stúdió kiadások
| Év   | Cím                         |    |
| 1984 | Apocalyptic Raids           | EP |
| 1990 | Apocalyptic Raids 1990 A.D. |    |

### Válogatáslemezek
| Év   | Cím            |
| 2008 | Demon Entrails |

### Egyéb szereplések
- 1984 – Death Metal című kiadványon szerepeltek a Revelations of Doom és a Messiah dalaikkal a Helloween és a Running Wild társaságában többek között.
- 1984 - Metal Massacre V válogatáson szerepeltek a Crucifixion dallal, ahol még a Voivod, a Metal Church, az Overkill, és a Fates Warning is szerepelt.